# La Chorale de Leuthen
Pour plus de détails, voir Fiche technique et Distribution.
La Chorale de Leuthen (Der Choral von Leuthen) est un film allemand réalisé par Carl Froelich et Arzén von Cserépy, sorti en février 1933, quelques jours après la Machtergreifung.
Le film retrace la bataille de Leuthen.

## Synopsis
Alors que l'année 1757 se termine, la guerre de Sept Ans se poursuit et alors que Frédéric II de Prusse est vainqueur en Thuringe et dans la Saxe, en Silésie, de son côté August Wilhelm von Brunswick-Bevern perd la bataille de Breslau et bat en retraite. Le roi de Prusse rejoint la Silésie pour relever son armée.
Pendant ce temps, le Rittmeister prussien Hans von Wustrow se décide à épouser la comtesse silésienne Charlotte von Mudrach. Comme il ne trouve pas de pasteur, on désigne Christian, un soldat, autrefois étudiant en théologie pour célébrer la cérémonie. Tandis que les Prussiens se retirent, les Autrichiens occupent le château de la comtesse près de Lissa où ils établissent leur quartier général. Une nuit, von Wustrow veut voir son épouse mais il est découvert et s'enfuit. À la suite de cela, les généraux autrichiens veulent faire passer la comtesse devant une cour martiale pour intelligence avec l'ennemi.
Au même moment, Frédéric II décide de lancer la bataille avec les Autrichiens, bien que les Prussiens sont moitié moins nombreux. Sachant le risque qu'il fait courir sur l'issue de la bataille, la veille de celle-ci, il fait dicter son testament. Lors de la bataille, Christian meurt et à la fin Frédéric II arrive seul dans le quartier général autrichien, où il est chaleureusement accueilli. Au moment où le colonel pandoure Rawitsch veut s'en prendre au roi, les troupes prussiennes entonnent Nun danket alle Gott. Frédéric II fait signer la reconnaissance de la défaite aux Autrichiens. Lorsque l'armée prussienne entre dans le château, le capitaine von Wustrow peut libérer sa femme.

## Fiche technique
- Titre français : La Chorale de Leuthen[1]
- Titre original : Der Choral von Leuthen
- Réalisation : Carl Froelich assisté de Walter Supper (de) et d'Arzén von Cserépy
- Scénario : Johannes Brandt, Friedrich Pflughaupt (de), Ilse Spath-Baron
- Musique : Marc Roland
- Direction artistique : Franz Schroedter (de)
- Photographie : Franz Planer, Hugo von Kaweczynski (de)
- Son : Hans Grimm
- Montage : Oswald Hafenrichter, Gustav Lohse
- Production : Carl Froelich
- Sociétés de production : Carl Froelich Film GmbH
- Société de distribution : Richard Goldstaub Tonfilmverleih
- Pays d'origine :  Reich allemand
- Langue : allemand
- Format : Noir et blanc - 1,37:1 - Mono - 35 mm
- Genre : Film historique
- Durée : 91 minutes
- Date de sortie :
  -  Reich allemand : 3 février 1933.

## Distribution
- Otto Gebühr : Frédéric II de Prusse
- Harry Frank : Hans von Wustrow
- Elga Brink : La comtesse Charlotte von Mudrach
- Olga Tschechowa : La comtesse Marianne
- Paul Otto : Le prince Henri
- Hans Adalbert Schlettow : Maurice d'Anhalt-Dessau
- Jack Mylong-Münz : Général von Seydlitz
- Hugo Froelich : Général von Möllendorff
- Werner Finck : Christian
- Joseph Dahmen : Georg
- Veit Harlan : Paul
- Walter Janssen : Generalfeldmarschall von Daun
- Paul Richter : Charles-Alexandre de Lorraine
- Anton Pointner : Rawitsch
- Otto Hartmann : Le Fähnrich
- Ludwig Trautmann : Un officier autrichien
- Fritz Spira : Un officier autrichien
- Oskar Marion : Un officier autrichien
- Wolfgang Staudte : Un officier saxe